# Abraham-Lincoln-Straße 8 (Weimar)

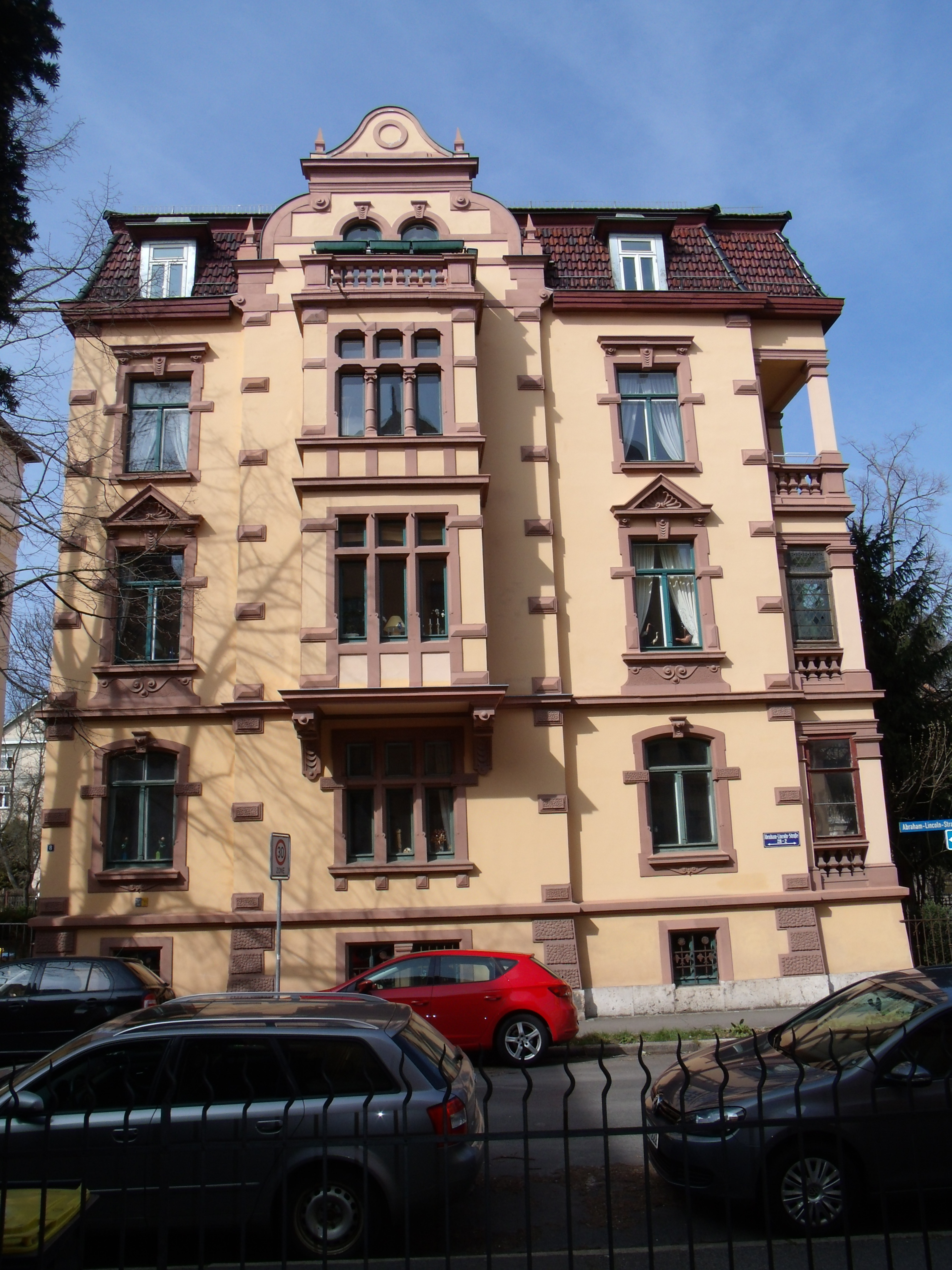
Abraham-Lincoln-Straße 8

Die Abraham-Lincoln-Straße 8 ist ein dreigeschossiges Wohnhaus im Stile der Neorenaissance in der Abraham-Lincoln-Straße in Weimar.

## Geschichte
Das Haus wurde 1899/1900 nach dem Entwurf von Albert Sömmering errichtet. Es hatte einmal einen reich gestalteten Südgiebel, der allerdings entfernt werden musste, da Einsturzgefahr bestand. Bauherr war der Bauunternehmer Hugo Ernst, der die Villa von Sömmering errichten ließ. Im ersten Stock wohnte der zur Weimarer Malerschule gehörende Paul Wilhelm Tübbecke (1848–1924), der 1903 das Gebäude erwarb. Unter dem Dach hatte Tübbecke sein Atelier. Ein weiterer Bewohner war der Apotheker Walter Hoffmann (1895–1967), der 1952 die Villa von Tübbeckes Erben kaufte. Das Gebäude hatte nicht allzu viele Schäden durch den Zweiten Weltkrieg erlitten. Die Apotheke Hoffmanns, die Hof-Apotheke in der Innenstadt war hingegen deutlich stärker beschädigt. Hoffmann musste Umsiedler einziehen lassen. Hoffmann war Ur-Urenkel des Apothekengründers Karl August Hoffmann, der 1799 die noch heute im Familienbesitz der Familie Hoffmann geführte Hofapotheke übernahm.
Das Wohnhaus steht auf der Liste der Kulturdenkmale in Weimar (Einzeldenkmale).

## Einzeldenkmale
1. ↑  Rainer Müller: Kulturdenkmale in Thüringen: Stadt Weimar, Bd. 4.2.: Stadterweiterung und Ortsteile, E. Reinhold Verlag, Erfurt 2009, S. 626 f.
2. ↑  Christiane Weber: Villen in Weimar. Bd. 2, RhinoVerlag, Arnstadt und Weimar 1997. ISBN 978-3-932081-12-5, S. 151–157.